# Оверлорд (фильм)
«Оверло́рд» (англ. Overlord) — американский военный фильм ужасов 2018 года режиссёра Джулиуса Эйвери.  Сюжет фильма вращается вокруг нескольких американских солдат, которые, после уничтожения авиации участвовавшей в операции высадки в Нормандии (операция «Оверлорд»), оказываются в тылу врага и обнаруживают тайные эксперименты нацистов.
Сценарий фильма написали Билли Рэй и Марк Смит. Главные роли в фильме исполняют Джован Адепо, Джейкоб Андерсон, Пилу Асбек, Иэн Де Кэскер, Джон Магаро, Уайатт Рассел и Букем Вудбайн. 
Джей Джей Абрамс через свою компанию Bad Robot Productions выступил вместе с Линдси Уэбер продюсером фильма.
Фильм был выпущен в прокат в Соединённых Штатах компанией Paramount Pictures 9 ноября 2018 года.

## Сюжет
Июнь 1944 года, идёт Вторая мировая война. Накануне операции «Оверлорд» несколько самолётов с американскими десантниками направляются с заданием уничтожить в маленьком французском городке башню над церковью, в которой немцы устроили центр создания радиопомех.
Самолёты уничтожает немецкая ПВО и большая часть десантников гибнет, однако четыре человека оказываются в тылу врага — это опытный капрал Форд, рядовые Эд Бойс и Тиббет и солдат-фотограф Мортон Чейз. Выбравшись с минного поля, в лесу, они обнаружили странные останки, более напоминающие останки какого-то жуткого потустороннего существа. Далее, пробираясь к городку, они встречают местную француженку Клоэ, которая ночью проводит их в свой дом, где она живёт с маленьким братом Полем и тяжело больной тётей. Родителей Клоэ расстреляли немцы. Группа готовится выполнить свою миссию, и капрал посылает Тиббета и Чейза на разведку. Бойс тем временем подходит к комнате, где находится тётя Клоэ, и видит, что её тело полностью обезображено — как говорит Клоэ, после того, как немцы забирали её на какое-то время в здание церкви.
Пока Форд и Бойс укрываются в доме, к Клоэ приходит гауптштурмфюрер СС Вафнер, который пытается её изнасиловать, угрожая, что в противном случае он отведёт её брата туда, где побывала их тётя. Увидев Вафнера, Бойс спускается вниз и направляет на него винтовку, а затем с помощью Форда связывает немца. Чтобы ускорить отправление на задание, Форд отправляет Бойса за Тиббетом и Чейзом.
В поисках товарищей Бойс подходит к церкви и видит, как оттуда выносят обезображенных людей и сжигают их тела. Убегая от преследующей его собаки, Бойс забирается в грузовик с мёртвыми телами, который направляется в здание церкви. Там Бойс выбирается и блуждает по зданию, обнаруживая в нём множество подземных помещений. Он понимает, что немцы устроили здесь лабораторию, где проводят опыты над людьми, в том числе вкалывая им какую-то красноватую сыворотку. Среди людей, которых готовят к экспериментам, Бойс находит однополчанина, Джейкоба Розенфилда, которого немцы взяли в плен после крушения самолёта. Бойс освобождает Джейкоба, и выносит его, добираясь до дома Клоэ, где и рассказывает об увиденном.
Форд избивает Вафнера, пытаясь узнать о лаборатории немцев, но тот хранит молчание, говоря лишь, что людям там «дают новую цель». Наконец, Форд и его группа собираются выйти на задание. Считая, что Вафнер мёртв, Чейз развязывает его, но тот оказывается жив и убивает Чейза. Вспомнив, что в лаборатории немцы при помощи сыворотки «оживляли» мертвеца, Бойс вкалывает захваченную из церкви сыворотку Чейзу, который также оживает и демонстрирует нечеловеческую силу, а затем нападает на остальных. Вафнер комментирует превращение Чейза, говоря, что «тысячелетнему Рейху нужны тысячелетние солдаты»: становится понятно, что сыворотка служит орудием превращения мертвецов в зомби-суперсолдат. В итоге сам Бойс убивает Чейза, размозжив ему голову прикладом. Вафнер выбегает из дома, схватив в качестве заложника Поля. Форд, Тиббет, Бойс, Джейкоб и Клоэ бросаются в погоню, чтобы освободить мальчика и взорвать лабораторию и башню.
Пока Джейкоб и Тиббет расстреливают немецкий караул возле здания, Форд устанавливает в помещении взрывчатку, а Клоэ и Бойс ищут мальчика в лаборатории. 
Вафнер, которому выстрелом повредило лицо, вколол себе сыворотку, превратившись в зомби. Мальчику удаётся выбежать из церкви, где его в перестрелке с немцами спасает Тиббет, которого ранят.
Вафнер насаживает Форда рёбрами на крюк и пытает; подоспевает Бойс и пытается помочь ему. С трудом освободившись, Форд вкалывает себе сыворотку и вступает в схватку с Вафнером. Далее Форд запирает ворота из лаборатории и приказывает Бойсу бежать и взорвать здание; сам же он жертвует собой, оставаясь с Вафнером и оживающими солдатами-зомби. Клоэ, на которую также нападает зомби, удаётся выбежать из церкви. Бойс приводит в действие взрывное устройство и также спасается.
Начинается высадка американцев в Нормандии. Бойс, Тиббет и Джейкоб отдыхают в лагере союзников и получают назначение в новую часть.

## В ролях
| Актёр            | Роль                               |
| ---------------- | ---------------------------------- |
| Джован Адепо     | рядовой Эд Бойс                    |
| Матильда Олливье | француженка Клоэ                   |
| Уайатт Рассел    | капрал Форд                        |
| Пилу Асбек       | гауптштурмфюрер СС Вафнер          |
| Джон Магаро      | рядовой Тиббет                     |
| Доминик Эпплуайт | рядовой Джейкоб Розенфилд          |
| Иэн Де Кэскер    | солдат-фотограф Мортон Чейз        |
| Джанни Тофер     | младший брат Клоэ Поль             |
| Марк Рисман      | солдат вермахта Шерцер             |
| Эрих Редман      | немецкий учёный Шмидт              |
| Джейкоб Андерсон | рядовой Доусон                     |
| Букем Вудбайн    | сержант Ренсин                     |
| Марк Маккенна    | рядовой Мёрфи                      |
| Патрик Браммелл  | американский офицер в конце фильма |
| Мег Фостер       | тётя Клоэ и Поля (камео)           |

## Производство
Первоначальная история была придумана Джей Джей Абрамсом и сценаристом Билли Рэем, который и написал сценарий. Paramount Pictures приобрела права на фильм в 2007 году, в то время когда Марк Смит был привлечён для того, чтобы отполировать сценарий.
1 февраля 2017 года компании Bad Robot Productions и Paramount Pictures объявили о том, что Джулиус Эйвери будет режиссировать мистический фильм о Второй мировой войне под названием «Оверлорд».
17 мая 2017 года было объявлено о том, что Уайатт Расселл, Джован Адепо, Джейкоб Андерсон, Доминик Эпплуайт, Пилу Асбек, Иэн Де Кэскер, Джон Магаро, Матильда Олливье и Букем Вудбайн будут играть главные роли в фильме.
Изначально сообщалось, что фильм будет четвёртой частью киносерии «Кловерфилд», но 25 апреля сам Абрамс объявил на CinemaCon о том, что фильм не будет относиться к этой серии.

### Съёмки
Съёмочный период фильма начался в мае 2017 года.
Часть сцен снималась на популярной исторической локации — английской железной дороге Bluebell Railway.

## Прокат
После представления некоторых отрывков фильма на CinemaCon в апреле 2018 года первый трейлер к нему был выпущен 18 июля 2018 года.
Первоначально фильм планировали выпустить 26 октября 2018 года. Однако в июле 2018 года выход фильма был перенесён на 9 ноября 2018 года.

## Критика
Фильм получил положительные оценки кинокритиков. На сайте Rotten Tomatoes у него 80 % положительных рецензий на основе 132 отзывов со средней оценкой 6,6 из 10. На Metacritic — 60 баллов из 100 на основе 28 рецензий.